# Splošna in anorganska kemija
Splošna in anorganska kemija:(visokošolski učbenik) je strokovno delo slovenskih znanstvenikov s področja kemije prof.dr. Franca Lazarinija in Jurija Brenčiča, ki je izšlo leta 1984.
Učbenik je založila Univerza v Ljubljani, Fakulteta za kemijo in kemijsko tehnologijo. Trenutno je najnovejša tretja izdaja.

## Zgradba učbenika
Učbenik ima 557 strani. Na začetku je kazalo, kjer je 32 poglavij razdeljenih še na 2 – 9  podpoglavij, ki so ustrezno označena s številkami in stranmi.
V predgovoru se avtorja zahvalita vsem, ki so jima pomagali sestaviti in popraviti učbenik, da je čim bolj razumljiv in v pomoč pri učenju. Posebno v drugi izdaji se zahvaljujeta vsem, ki so jima kritično ocenili učbenik in jima predlagali konkretne izboljšave, zahvaljujeta se tudi študentki, ki se je iz tega učbenika učila in našla nekaj napak na katere pri pisanju nista bila pozorna. Povesta tudi, da sta imela pri pisanju kar nekaj težav zaradi neskladnosti IUPAC nomenklatur s slovenskimi, ter tudi s tujimi izrazi, ki leta 1984 še niso imeli ustrezne slovenske besede. 
Vsako poglavje vsebuje na začetku kratek oris zgodovine za vsako posamezno tematiko, pri vsaki tematiki, ki vsebuje eksperimente so tudi vsi ti ustrezno predstavljeni z opisom in slikami za lažjo predstavo. Vsaka obširnejša tema je sistematično in logično razdeljena na podpoglavja s podnaslovi, v katerih je opisan posamezen problem. Na začetku vsakega novega poglavja pa je po točkah opisano, kaj vse lahko bralec izve v poglavju, ki sledi. Celoten učbenik je popolno opremljen s slikami, risbami, grafi, diagrami, da si bralec lažje praktično razloži prebrano snov in si jo tudi boljše predstavlja. 
Na koncu kot dodatek so navedene fizikalne enote, konstante, tabelo z vsemi elementi v periodnem sistemu in njihovo latinsko poimenovanje, razložena je tudi anorganska kemijska nomenklatura in veliko osnovnih stvari, ki jih potrebujemo za učenje kemijskega poimenovanja, kot npr. poimenovanje kislin, baz, soli, ionov ter koordinacijskih spojin. Navedena je tudi literatura s katero sta si pomagala pri pisanju učbenika, ki pa je predvsem delo ameriških in angleških znanstvenikov, saj v času pisanja učbenika v Sloveniji literatura take vrste in s takšnim nivojem znanja ni obstajala. Na koncu pa je tudi stvarno kazalo oziroma kazalo pogosto uporabljenih strokovnih izrazov s številko strani za lažje in hitrejše iskanje. 

## Značilnosti
V celotnem učbeniku uporabljata strokovne izraze oz. termine. Delo je napisano v knjižnem jeziku, namenjeno predvsem študentom na Fakulteti za kemijo in kemijsko tehnologijo, po njunih besedah pa ga lahko uporabljajo vsi študentje smeri na katerih je kemija pomemben predmet. Lahko pa služi kot pomoč učiteljem kemije v osnovnih in srednjih šolah, da bi lažje zasnovali svoje učne enote. 
Založila Fakulteta za kemijo in kemijsko tehnologijo, Ljubljana 1984-2018